# A Divina Quimera
A Divina Quimera é o segundo livro de poesia do escritor brasileiro Eduardo Guimarães, publicado em 1916.
A obra foi bastante influenciada por Dante e por D'Annunzio: buscou, no primeiro, a noção do amor eterno e espiritualizado e, no segundo, a atmosfera decadentista e a feição aristocrática e elitizante.
Segundo o crítico Alfredo Bosi, A Divina Quimera é rica na exploração das possibilidades de verso, uma vez que utiliza o alexandrino, o decassílabo e, inclusive, bissílabos.